# Рябуха, Нина Егоровна
Нина Егоровна Рябуха (1928, село Знаменка, теперь Нововодолажского района Харьковской области — ?)  — украинская советская деятельница, новатор сельскохозяйственного производства, свинарка колхоза имени Сталина (имени ХХІ съезда КПСС, имени Карла Маркса) Нововодолажского района Харьковской области. Депутат Верховного Совета УССР 6-7-го созывов. Герой Социалистического Труда (8.04.1971).

## Биография
Родилась в крестьянской семье. Трудовую деятельность начала дояркой колхоза имени Сталина села Знаменка Нововодолажского района Харьковской области.
С начала 1950-х годов — свинарка колхоза имени Сталина (потом — имени ХХІ съезда КПСС, с середины 1960-х годов — имени Карла Маркса) села Знаменка Нововодолажского района Харьковской области.

## Награды
- Герой Социалистического Труда (8.04.1971)
- орден Ленина (8.04.1971)
- орден «Знак Почета» (26.02.1958)
- медали